# Takuya Hara
Takuya Hara (原 拓也 Hara Takuya?), född 4 juni 1983 i Fukuoka prefektur, är en japansk före detta fotbollsspelare.
Hara började sin karriär 2002 i Júbilo Iwata. 2004 flyttade han till Shonan Bellmare. Efter Shonan Bellmare spelade han för Shizuoka FC. Han avslutade karriären 2005.